# Stazione di Francoforte sul Meno Sud
La stazione di Francoforte sul Meno Sud (in tedesco Frankfurt (Main) Süd) è la seconda più grande stazione della città, capolinea della rete della DB a Francoforte sul Meno, Assia, in Germania.

## Interscambi
È nella corrispondenza con parecchie linee di trasporto urbano (U-Bahn, S-Bahn e Tram).